# Invisible Touch
Pour l’article homonyme, voir Invisible Touch (chanson).
Albums de Genesis
Genesis
(1983) We Can't Dance
(1991)
 (novembre 2024).
La mise en forme du texte ne suit pas les recommandations de Wikipédia : il faut le « wikifier ».
Les points d'amélioration suivants sont les cas les plus fréquents. Le détail des points à revoir est peut-être précisé sur la page de discussion.
- Les titres sont pré-formatés par le logiciel. Ils ne sont ni en capitales, ni en gras.
- Le texte ne doit pas être écrit en capitales (les noms de famille non plus), ni en gras, ni en italique, ni en « petit »…
- Le gras n'est utilisé que pour surligner le titre de l'article dans l'introduction, une seule fois.
- L'italique est rarement utilisé : mots en langue étrangère, titres d'œuvres, noms de bateaux, etc.
- Les citations ne sont pas en italique mais en corps de texte normal. Elles sont entourées par des guillemets français : « et ».
- Les listes à puces sont à éviter, des paragraphes rédigés étant largement préférés. Les tableaux sont à réserver à la présentation de données structurées (résultats, etc.).
- Les appels de note de bas de page (petits chiffres en exposant, introduits par l'outil «  Source ») sont à placer entre la fin de phrase et le point final[comme ça].
- Les liens internes (vers d'autres articles de Wikipédia) sont à choisir avec parcimonie. Créez des liens vers des articles approfondissant le sujet. Les termes génériques sans rapport avec le sujet sont à éviter, ainsi que les répétitions de liens vers un même terme.
- Les liens externes sont à placer uniquement dans une section « Liens externes », à la fin de l'article. Ces liens sont à choisir avec parcimonie suivant les règles définies. Si un lien sert de source à l'article, son insertion dans le texte est à faire par les notes de bas de page.
- La présentation des références doit suivre les conventions bibliographiques. Il est recommandé d'utiliser les modèles {{Ouvrage}}, {{Chapitre}}, {{Article}}, {{Lien web}} et/ou {{Bibliographie}}. Le mode d'édition visuel peut mettre en forme automatiquement les références.
- Insérer une infobox (cadre d'informations à droite) n'est pas obligatoire pour parachever la mise en page.

Pour une aide détaillée, merci de consulter Aide:Wikification.
Si vous pensez que ces points ont été résolus, vous pouvez retirer ce bandeau et améliorer la mise en forme d'un autre article.
 (janvier 2024).
Si vous disposez d'ouvrages ou d'articles de référence ou si vous connaissez des sites web de qualité traitant du thème abordé ici, merci de compléter l'article en donnant les références utiles à sa vérifiabilité et en les liant à la section « Notes et références ».
Invisible Touch est le treizième album studio du groupe rock britannique Genesis, sorti le 6 juin 1986 chez Atlantic Records aux États-Unis et le 9 juin 1986 chez Charisma/Virgin Records au Royaume-Uni. Après avoir fait une pause en 1984 pour que chaque membre puisse poursuivre sa carrière solo, le groupe s'est réuni à nouveau en octobre 1985 pour écrire et enregistrer cet album avec l'ingénieur et producteur Hugh Padgham. Comme pour leur album précédent, il a été entièrement écrit à travers des improvisations du groupe et aucun matériel développé avant l'enregistrement n'a été utilisé.
Invisible Touch a été un succès mondial et a atteint le n ° 1 du UK Albums Chart et le n ° 3 du Billboard 200 américain. Il reste l'album le plus vendu du groupe après avoir été certifié multi-platine pour plus de 1,2 million d'exemplaires vendus au Royaume-Uni et 6 millions vendus aux États-Unis. Genesis est devenu le premier groupe britannique à avoir cinq singles d'un album parmi les cinq premiers du Billboard Hot 100 américain, "Invisible Touch" étant leur première et unique chanson à atteindre la première place des charts. L'album a reçu des critiques mitigées à sa sortie et rétrospectivement, avec son approche plus pop et ses similitudes perçues avec le travail solo de Collins recevant à la fois des éloges et des critiques. En 2007, l'album a été réédité avec de nouveaux mixages de son stéréo et surround 5.1.
De cet album sont extraits la chanson éponyme, ainsi que Throwing It All Away, Land of Confusion, Tonight, Tonight, Tonight et In Too Deep. La pièce Anything She Does a fait l'objet d'une vidéo avec Benny Hill mais n'est pas sortie en single.

## Arrière plan
En février 1984, le groupe a terminé sa tournée 1983-1984 à l'appui de leur précédent album Genesis (1983), qui est devenu leur album le plus vendu au moment de sa sortie et a engendré le top cinq britannique "Mama". Le groupe a suivi cela avec une période d'inactivité pour permettre à chaque membre de poursuivre leur carrière solo respective; Mike Rutherford a formé son groupe Mike + The Mechanics et a eu du succès avec leur premier album, Tony Banks s'est concentré sur les musiques de films et a sorti Soundtracks (1986), et Phil Collins a sorti son troisième album solo No Jacket Required (1985), qui a été un succès mondial majeur. À l'été 1985, vers la fin de sa tournée solo, Collins a confirmé que Genesis avait accepté de commencer à travailler sur un nouvel album en octobre. Cela a mis fin à une fausse annonce diffusée sur BBC Radio 1 suggérant que les trois s'étaient séparés. Rutherford a estimé que la pause affectait le style musical du groupe : "Nous avions fait tellement de travail en dehors du groupe, il semblait que nous avions traversé beaucoup plus de changements musicaux, bien que le développement soit en grande partie inconscient".

## Écriture et enregistrement
Invisible Touch a été enregistré entre octobre 1985 et février 1986 à The Farm, le studio d'enregistrement privé du groupe à Chiddingfold, Surrey. Ils ont été rejoints par l'ingénieur et producteur Hugh Padgham, qui travaillait avec le groupe depuis Abacab (1981) et a produit l'album avec le groupe, avec Paul Gommersall comme ingénieur assistant. Plus tôt en 1985, le studio a été mis à niveau vers un plan supervisé par Masami "Sam" Toyishima.
"Le premier jour, nous n'avions pas de chansons, pas d'idées et une feuille de papier vierge. Phil a toujours voulu remplir cette feuille de papier - il était très organisé - et nous l'avons laissé faire." —Mike Rutherford.
Le groupe a abordé les sessions d'écriture pour l'album avec un plus grand sentiment de confiance, car ils étaient maintenant devenus un grand groupe live aux États-Unis et avaient atteint un nouveau niveau de succès commercial dans le monde entier. Comme avec Genesis, ils sont entrés en studio sans idées préconçues et ont développé des chansons à partir de jams et d'improvisations enregistrés, un processus que Collins a comparé à une approche plus "proche du jazz". Le groupe considérait que leurs chansons les plus fortes étaient celles arrangées de cette manière, ils ont donc répété cette approche pour Invisible Touch. Collins a déclaré: "Vous ne savez jamais vraiment ce qui va se passer. C'est juste nous trois qui coupons, affinons et affinons toutes ces idées." Une session typique a vu le trio travailler de 11h à 2h du matin. Et le lendemain matin, on commence par Collins en train de mettre en place un motif de batterie sur la boîte à rythmes pour que Banks et Rutherford puissent développer leurs idées. Collins chantait alors des lignes vocales, ce qui créait une atmosphère et la base d'une chanson. Collins a rappelé son attitude impétueuse pendant les sessions d'écriture et a suggéré que des morceaux de chansons soient reconstitués le plus tôt possible, mais Banks et Rutherford étaient réticents à le faire. De nombreuses chansons de l'album ont évolué depuis que Banks a utilisé la fonction d'enregistrement de son émulateur E-mu pour capturer des sons en studio et écouter les sons et rythmes potentiels qui pourraient être utilisés dans une chanson. Le clavier ne permettait d'enregistrer que 17 secondes.
L'album présente Collins jouant sur un kit de batterie électronique Simmons. Afin de capturer plus d'un son du kit Simmons plutôt que de l'introduire directement dans la table de mixage, Padgham a également alimenté les enregistrements via une table de mixage et dans un système de sonorisation avant de le jouer "très, très fort" en studio. Padgham a déclaré plus tard que les batteries électroniques Simmons sonnaient "un peu minces et sans tonalité."  Collins a également utilisé un Roland Pad-8, un pad électronique qui déclenche des sons de percussion à partir des instruments MIDI utilisés sur l'album, y compris un tambour Roland TR-727. Une machine avec des échantillons d'inspiration latine et le propre émulateur E-mu de Collins.
Après que plusieurs jams aient été enregistrés sur bande, le groupe les a écoutés et a choisi les moments les plus forts dans le but de les arranger en une chanson. Une boîte à rythmes a été utilisée pour créer un rythme directeur, avant que les parties de guitare et de clavier ne soient entièrement arrangées et réenregistrées avant que Collins ne remplace la boîte à rythmes par sa propre batterie en dernier. Le groupe a discuté de la longueur potentielle d'une chanson et de l'opportunité d'écrire des paroles ou de la conserver comme instrumental. Les paroles d'un morceau ont été écrites après l'enregistrement de la musique et ont été écrites par un seul membre car le groupe considérait que l'individu avait une direction suffisamment forte pour transmettre le message de la chanson. Collins a écrit les textes pour " Invisible Touch ", " Tonight, Tonight, Tonight " et " In Too Deep ", Rutherford a écrit pour "Land of Confusion" et "Throwing It All Away" et Tony Banks en a fait autant pour "Domino" et "Anything She Does".
Le groupe a arrangé un plus grand nombre de chansons pour Invisible Touch qu'auparavant, ce qui a nécessité plus de temps pour sélectionner les pistes à publier. Ce n'était pas le cas avec l'album Genesis, où les idées assez fortes étaient plus rares. Banks a déclaré que "si une chanson était dans les parages, nous la mettions". Rutherford a noté que Genesis avait une humeur sombre, mais Invisible Touch avait une plus grande énergie. Au cours des sessions d'écriture, Collins s'est rendu compte que le groupe proposait du matériel frais et unique qu'il n'avait pas fait auparavant, "ce qui n'est pas facile après 15 albums", et les considérait comme plus forts que ceux de Genesis. Banks a maintenu ce point de vue, pensant que les pistes plus courtes sur Invisible Touch étaient plus fortes que l'album précédent.

## Chansons

### Face A
Invisible Touch est né alors que le groupe travaillait sur "The Last Domino", la deuxième partie de "Domino". Au cours de la session, Rutherford a commencé à jouer un riff de guitare improvisé avec un effet d'écho supplémentaire, auquel Collins a répondu avec les paroles improvisées, "Elle semble avoir une touche invisible, ouais". Cela a conduit Collins à écrire les paroles de la chanson, sa ligne improvisée devenant son crochet de refrain. Il a écrit les paroles basées sur une personne qui se met sous la peau qu'il avait "Connaissais quelques-uns. Vous savez qu'ils vont vous gâcher, mais vous ne pouvez pas résister". [14] [27] Collins a déclaré plus tard que "de gros morceaux" des paroles concernaient sa première épouse Andrea Bertorelli, avec qui il était marié de 1975 à 1980.[28] Le groupe voulait garder la chanson simple dans sa structure, mais pensait qu'un pont de huit mesures avec un changement de clé et utilisant une partie de clavier séquencée complétait l'arrangement. Banks a produit huit versions différentes au pas de temps, certaines idées pour lesquelles il avait pensé à l'avance tandis que d'autres étaient une improvisation grossière. La version choisie était la "plus aléatoire".[19] Alors que le groupe interprétait "Invisible Touch" dans une tonalité inférieure en tournée, Banks a dû produire une nouvelle section séquencée qui était "un vrai frein" car il était incapable d'en faire une aussi forte que celle de l'album. Rutherford a exprimé le désir que le groupe explore différents thèmes musicaux pour la chanson, mais a estimé plus tard que les paroles s'étaient "toujours senties si à l'aise" pour lui et ne voyaient aucune raison de ne pas le faire. Collins accorde une grande importance au morceau et l'a choisi comme sa chanson préférée de Genesis. Il a ajouté: "C'est une super chanson pop. Elle résume tout le disque et a poussé Genesis dans un peu une zone R&B, un peu comme un truc de Prince", et a également comparé sa batterie sur le morceau à la chanteuse américaine Sheila E, de dont il est fan.[29][14]
La base de Tonight, Tonight, Tonight est venue de Banks, qui a passé du temps à improviser avec différents sons de ses claviers sur un rythme que Collins et Rutherford jouaient. Semblable à celui de " Invisible Touch ", Collins a ensuite sorti le mot " singe " et l'a exploré vocalement, ce qui a conduit au titre de travail de la chanson " Monkey / Zulu ". Le reste des paroles de la chanson a ensuite été écrit autour du mot. Rutherford pensait que le morceau ressemblait à la "Genèse à l'ancienne" car il couvre plus de terrain musicalement avec une section instrumentale "assez impliquée" au milieu. Banks était d'accord avec le point de vue de Rutherford sur la chanson, soulignant sa comparaison en termes de complexité. Les paroles de "Land of Confusion" ont été écrites par Rutherford, et c'était la dernière série de mots écrits pour l'album. Rutherford était en retard pour terminer les paroles de la chanson, mais pensait que "le moment était venu" pour lui d'écrire une chanson de protestation. Il a été frappé par la grippe quand il était temps pour Collins d'enregistrer la voix de la chanson. Il se souvient que Collins "est venu chez moi ... il s'est assis sur mon lit comme un secrétaire ... J'étais dans une sorte de délire avec une température très élevée et je le lui ai dicté et je me souviens avoir pensé:" Je pense Je lui ai dit ce qu'il fallait... Était-ce de la foutaise ou était-ce bon ? »[29]
Les paroles de In Too Deep ont été écrites par Collins après avoir été approché pour écrire une chanson pour la bande originale du film dramatique policier britannique Mona Lisa (1986). Il a écrit le refrain pendant un certain temps libre dans un hôtel de Sydney, en Australie, mais il n'a pas été en mesure d'écrire des couplets jusqu'à ce que le groupe enregistre la chanson en studio. Ils ont eu du mal à écrire un refrain, alors Collins a suggéré la partie qu'il avait écrite.

### Face B
Banks s'est inspiré pour Anything She Does de photos de femmes légèrement vêtues que le groupe découpait et plaçait sur le mur de leur studio d'enregistrement. Il présente un son de cuivres que Banks a échantillonné à partir de "certaines bandes" qu'il avait, et a précisé que les cuivres ne provenaient pas des Phenix Horns, la section de cuivres pour Earth, Wind and Fire qui a déjà utilisée sur l'album Abacab. 
Domino est un morceau divisé en deux sections : « In the Glow of the Night » et « The Last Domino ». Banks a écrit les paroles sur l'idée que souvent les politiciens ne parviennent pas à réfléchir à ce qu'ils ont commencé et aux conséquences de leurs actions. Rutherford pense que "Domino" est "l'une des meilleures choses" que le groupe ait faites. Il était conscient qu'en raison de la popularité de MTV et de la pression accrue pour livrer des singles à succès, les gens oubliaient souvent leurs chansons plus longues comme Domino, qui seraient éclipsées par les succès plus courts et plus commerciaux.
Throwing It All Away s'est développé à partir d'un riff de guitare de Rutherford, qui a également écrit les paroles. Collins l'a décrit comme une "samba à une note". C'était une chanson de guitare lourde dans sa forme originale, avec Collins "battant dans un style John Bonham". Cependant, au fur et à mesure que le refrain se développait, son humeur a changé pour devenir plus douce "associée aux paroles de la chanson d'amour unique".
The Brazilian est un instrumental qui a un échantillon que Banks avait enregistré sur son émulateur E-mu jouant tout au long du morceau, ce qu'il a réalisé en collant un couteau sur le clavier. Il s'est rendu compte qu'il aurait pu le faire électroniquement, mais le couteau "a l'air mieux ainsi." Collins se souvient qu'il a été assemblé lorsque le groupe "s'amusait" en studio, et qu'il avait expérimenté des sons qui pourraient être programmé dans son kit Simmons.

### Matériel supplémentaires
Trois chansons supplémentaires - " Feeding the Fire ", " I'd Rather Be You " et " Do the Neurotic " - ont été enregistrées pendant les sessions de l'album mais ont été coupées de la sélection finale de morceaux de l'album. Ils ont ensuite été publiés en tant que faces B parmi les cinq singles issus de l'album. Les chansons ont été incluses dans le coffret  de 2007 Genesis 1983–1998 ainsi que dans le coffret de 2000 Genesis Archive 2 : 1976–1992.

## Tournée
La tournée Invisible Touch consistait en 112 spectacles entre septembre 1986 et juillet 1987. Le trio de base était rejoint par leurs musiciens de tournée de longue date, le batteur Chester Thompson et le guitariste / bassiste Daryl Stuermer. Chaque chanson sur Invisible Touch a été jouée en direct pendant la tournée, à l'exception de " Anything She Does " qui a été utilisée lors de l'introduction du spectacle. Les dates de 1986 comprenaient un medley Genesis qui comprenait les deux dernières sections de "Supper's Ready" de Foxtrot (1972). La production scénique comprenait 400 Vari-Lites qui nécessitaient cinq camions pour le transport.
La tournée a débuté par une étape nord-américaine à guichets fermés qui comprenait cinq nuits au Madison Square Garden et quatre au Forum de Los Angeles. Chaque concert a rapporté en moyenne 300,000 $. Les étapes américaines étaient sponsorisées par la bière Michelob. Elle a été suivie par la première et unique tournée du groupe en Australie et en Nouvelle-Zélande ; les premières dates ont vu Genesis interpréter "Your Own Special Way" de Wind & Wuthering avec une section de cordes. Une étape chinoise a été annoncée, mais annulée plus tard. La tournée s'est terminée par quatre spectacles à guichets fermés au stade de Wembley à Londres, totalisant 288 000 personnes présentes, ce qui a établi un nouveau record. Le spectacle final était un avantage au profit de The Prince's Trust et en présence de Charles, prince de Galles et Diana, princesse de Galles, une fan du groupe.
Les enregistrements de la tournée sont sortis sur les albums live The Way We Walk, Volume One: The Shorts (1992) et Genesis Archive #2: 1976–1992 (2000). Les spectacles de Wembley ont été filmés et diffusés en vidéo personnelle en 1988, intitulée Invisible Touch Tour. En 2003, il a été réédité sur DVD et renommé Genesis Live au stade de Wembley.

## Titres
1. Invisible Touch – 3:27
2. Tonight, Tonight, Tonight – 8:49
3. Land of Confusion – 4:45
4. In Too Deep – 4:59
5. Anything She Does – 4:07
6. Domino
  - Part One: In the Glow of the Night – 4:27
  - Part Two: The Last Domino – 6:15
7. Throwing It All Away – 3:50
8. The Brazilian (instrumental) – 4:49

## Musiciens
D'après la pochette de l'album :
- Tony Banks : claviers, basse synthétiseur
- Mike Rutherford : guitares, basse
- Phil Collins : chant, batterie, percussions

## Production
- Genesis, Hugh Padgham : production
- Hugh Padgham : ingénieur
- Paul Gommersall : assistant ingénieur
- Bob Ludwig : mastering
- Geoff Callingham : technicien
- John Swannell : photographie
- Baker Dave : design

## Certifications
| Pays          | Certification | Date | Ventes  |
| ------------- | ------------- | ---- | ------- |
| France (SNEP) | Platine       | 1987 | 391 900 |